# Proechimys pattoni
Proechimys pattoni és una espècie de mamífer rosegador de la família de les rates espinoses. Viu a l'oest de l'Amazones (Brasil i el Perú). No se saben gaire coses sobre el seu comportament perquè se n'han trobat pocs exemplars. El seu hàbitat natural són els boscos de terra ferma. És una espècie en risc mínim, és a dir, no sembla que hi hagi cap amenaça significativa per a la seva supervivència.